# Mølledammene (Flensborg)
Mølledammene (på tysk Mühlenteiche) var to søer beliggende i Flensborg i Sydslesvig (nu Nordtyskland, før 1864 Slesvig, Danmark), opdæmmet af den i Flensborg Fjord udmundende Skærbæk. Søerne var beliggende udmiddelbart syd for det centrale Flensborg ved Flensborg Kloster. Stien Munketoft opdelte Mølledammene i den Store (nordøst for banegården) og den Lille Mølledam (omkring det Tyske Hus). Med bygningen af jernbanestrækningen blev den Lille Mølledam igen delt i to dele. 
Mølledammene leverede vand og dermed energi til byens vandmøller. Den store Mølledam markerede endnu omkring 1890 grænsen af byens sluttede bebyggelse mod syd. I 1875 blev der umiddelbart nord for den Store Mølledam oprettet byens nye navigationsskole. Fra 1880 førte med Valentin Allé en vandresti omkring den Store Mølledam. I 1888 blev bryggeriet opført ved Slesviggade vest for Mølledammen. 
I nordvest grænsede dammene til bymarken Rude, i nordøst til Fiskergaarden og Hulvejene. Senere blev dammene opfyldt og overbygget. Resterne af Store Mølledam findes i dag lidt gemt syd for banegården. 